# Farah Khan

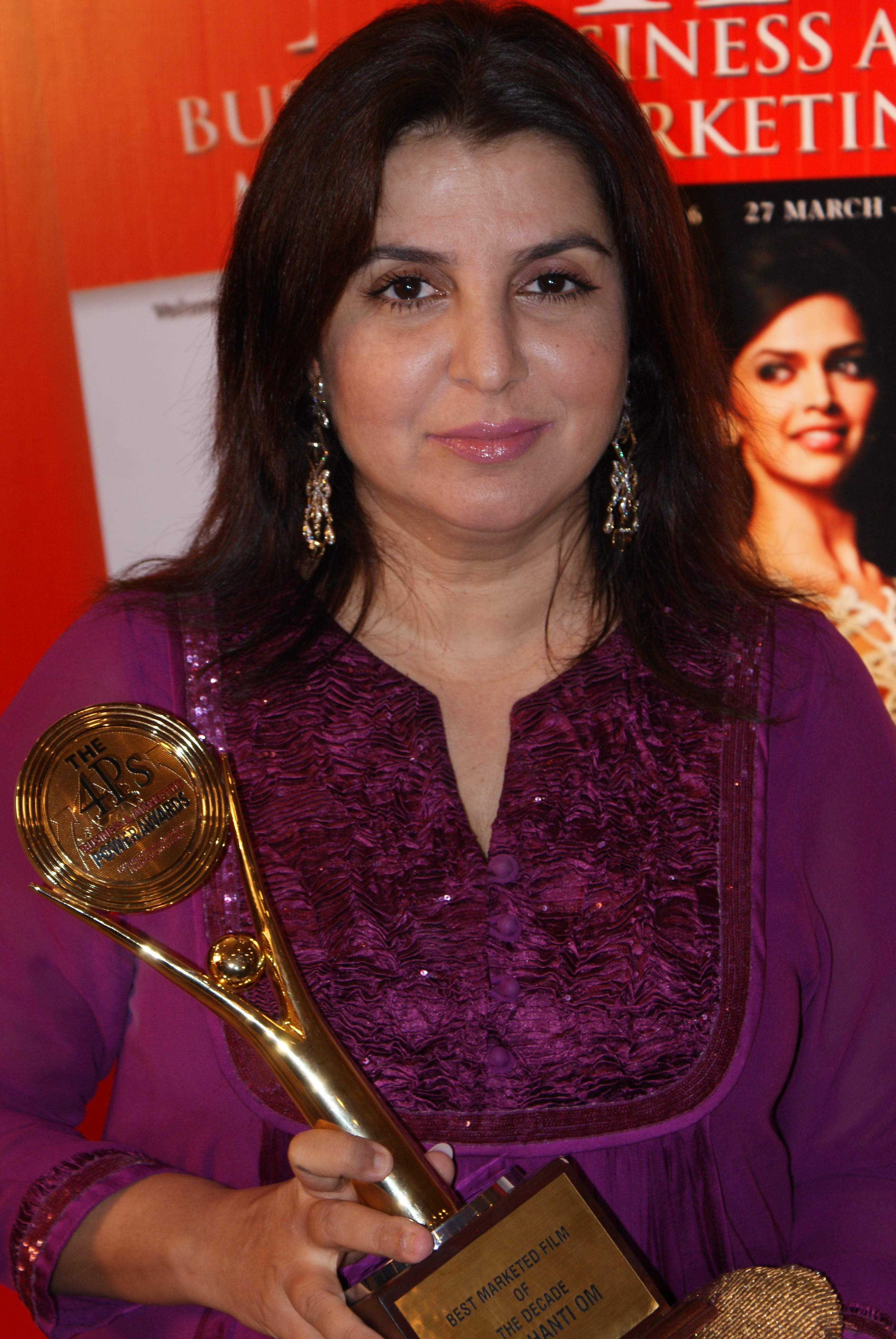
Farah Khan el 2007

Farah Khan (en hindi फराह खान) (Bombai, 9 de gener de 1965) és una coreògrafa, directora de cinema i guionista índia. Ha coreografiat més de 80 pel·lícules de Bollywood i ha dirigit Main Hoon Na (2004) i Om Shanti Om (2007). La seva fama va esdevenir internacional amb el seu treball de coreògrafa a Monsoon Wedding (2001), de Mira Nair. El 1993 va conèixer l'actor Shah Rukh Khan durant el rodatge de Kabhi Haan Kabhi Naa, i des de llavors han treballat junts amb freqüència.

## Biografia
Farah Khan va néixer al si d'una família on la majoria dels seus membres treballaven o encara treballen en el món del cinema. Estudiant de sociologia, va descobrir la seva vocació per la dansa veient una entrevista de Michael Jackson a la televisió. Va aprendre a ballar essencialment pel seu compte i va crear un grup de dansa.
El 1992 va coreografiar les seves primeres cançons a la pel·lícula, Jo Jeeta Wohi Sikandar, a la que van seguir nombrosíssimes cançons de les quals moltes van assolir un gran èxit. Ha obtingut el Filmfare Award a la millor coreografia en cinc ocasions i un premi Tony el 2004. A continuació, va passar a dirigir el seu primer film Main Hoon Na, que va ser produït per Shah Rukh Khan. La pel·lícula va ser un gran èxit, i Farah Khan es va convertir en la primera dona a ser nominada pel Filmfare al millor director. La seva segona realització com a directora, Om Shanti Om, va ser, al moment de la seva sortida, la pel·lícula en hindi amb més èxit de taquilla de tots els temps.
Farah Khan va coreografiar l'estrella pop colombiana Shakira per a una versió Bollywood del seu èxit Hips Don't Lie, a l'ocasió dels MTV Video Music Awards del 31 d'agost de 2006, que es van celebrar al Radio City Music Hall. El 2009, també va coreografiar Kylie Minogue per a la cançó Chiggy Wiggy de la pel·lícula Blue. Ha participat igualment en diversos programes de televisió com a animadora.
Des del 2004 està casada amb Shrish Kunda, que també treballa al cinema com a director i muntador, i amb qui té tres fills trigèmins: un nen, Czar, i dues nenes, Diva i Anya. Fahra Khan i el seu marit han creat una companyia de producció anomenada, en honor dels seus fills, "Three's Company". Explica que creu en tres religions: l'hinduisme, l'islam i el zoroastrisme.

## Filmografia

### Directora i guionista
- 2004: Main Hoon Na
- 2007: Om Shanti Om
- 2010: Tees Maar Khan
- 2014: Happy New Year

### Coreògrafa
| Any  | Pel·lícules                              | Notes                                               |
| ---- | ---------------------------------------- | --------------------------------------------------- |
| 1992 | Jo Jeeta Wohi Sikandar                   |                                                     |
| 1992 | Angaar                                   |                                                     |
| 1993 | Kabhi Haan Kabhi Naa                     |                                                     |
| 1993 | Waqt Hamara Hai                          |                                                     |
| 1993 | Pehla Nasha                              |                                                     |
| 1993 | Chandra Mukhi                            |                                                     |
| 1993 | 1942: A Love Story                       |                                                     |
| 1994 | Aatish: Feel the Fire                    |                                                     |
| 1995 | Zamaana Deewana                          |                                                     |
| 1995 | Oh Darling! Yeh Hai India                |                                                     |
| 1995 | Aazmayish                                |                                                     |
| 1995 | Takkar                                   |                                                     |
| 1995 | Hum Dono                                 |                                                     |
| 1995 | Barsaat                                  |                                                     |
| 1995 | Dilwale Dulhania Le Jayenge              |                                                     |
| 1995 | Ram Shastra                              |                                                     |
| 1996 | English Babu Desi Mem                    |                                                     |
| 1997 | Virasat                                  | Guanyadora - Filmfare Award a la millor coreografia |
| 1997 | Border                                   |                                                     |
| 1997 | Iruvar                                   |                                                     |
| 1997 | Yeshwant                                 |                                                     |
| 1997 | Dil To Pagal Hai                         |                                                     |
| 1998 | Keemat: They Are Back                    |                                                     |
| 1998 | Duplicate                                |                                                     |
| 1998 | Jab Pyaar Kisise Hota Hai                |                                                     |
| 1998 | Angaaray                                 |                                                     |
| 1998 | Dil Se..                                 | Guanyadora - Filmfare Award a la millor coreografia |
| 1998 | Kuch Kuch Hota Hai                       |                                                     |
| 1998 | Jhooth Bole Kauwa Kaate                  |                                                     |
| 1998 | Minsara Kanavu                           |                                                     |
| 1999 | Sirf Tum                                 |                                                     |
| 1999 | Laawaris                                 |                                                     |
| 1999 | Silsila Hai Pyar Ka                      |                                                     |
| 1999 | Sarfarosh                                |                                                     |
| 1999 | Hote Hote Pyar Ho Gaya                   |                                                     |
| 1999 | Baadshah                                 |                                                     |
| 1999 | Mast                                     |                                                     |
| 2000 | Alaipayuthey                             |                                                     |
| 2000 | Mela                                     |                                                     |
| 2000 | Kaho Naa... Pyaar Hai                    | Guanyadora - Filmfare Award a la millor coreografia |
| 2000 | Phir Bhi Dil Hai Hindustani              |                                                     |
| 2000 | Pukar                                    |                                                     |
| 2000 | Hum To Mohabbat Karega                   |                                                     |
| 2000 | Josh                                     |                                                     |
| 2000 | Har Dil Jo Pyar Karega...                |                                                     |
| 2000 | Fiza                                     |                                                     |
| 2001 | Dil Chahta Hai                           | Guanyadora - Filmfare Award a la millor coreografia |
| 2001 | Monsoon Wedding                          | Nominada - American Choreography Awards             |
| 2001 | Asoka                                    |                                                     |
| 2001 | Kabhi Khushi Kabhie Gham...              |                                                     |
| 2001 | One 2 Ka 4                               |                                                     |
| 2002 | Hum Tumhare Hain Sanam                   |                                                     |
| 2002 | Maine Dil Tujhko Diya                    |                                                     |
| 2002 | Shakti: The Power                        |                                                     |
| 2002 | Kya Yehi Pyaar Hai                       |                                                     |
| 2002 | Tumko Na Bhool Paayenge                  |                                                     |
| 2002 | Yeh Dil Aashiqanaa                       |                                                     |
| 2002 | Koi Mere Dil Se Poochhe                  |                                                     |
| 2002 | Santosham                                | Pel·lícula en telugu                                |
| 2003 | Confidence                               |                                                     |
| 2003 | Armaan                                   |                                                     |
| 2003 | Supari                                   |                                                     |
| 2003 | Koi... Mil Gaya                          | Guanyadora - Filmfare Award a la millor coreografia |
| 2003 | Wonderland                               |                                                     |
| 2003 | Kal Ho Naa Ho                            |                                                     |
| 2003 | Chalte Chalte                            |                                                     |
| 2004 | Main Hoon Na                             |                                                     |
| 2004 | Mujhse Shaadi Karogi                     |                                                     |
| 2004 | Vanity Fair                              |                                                     |
| 2005 | Kaal                                     |                                                     |
| 2005 | Paheli                                   |                                                     |
| 2005 | Perhaps Love                             | Pel·lícula xinesa                                   |
| 2005 | Bluffmaster                              |                                                     |
| 2005 | Maine Pyaar Kyun Kiya                    |                                                     |
| 2006 | Krrish                                   |                                                     |
| 2006 | Yun Hota Toh Kya Hota                    |                                                     |
| 2006 | Kabhi Alvida Naa Kehna                   |                                                     |
| 2006 | Baabul                                   |                                                     |
| 2006 | Jaan-E-Mann: Let's Fall in Love... Again |                                                     |
| 2006 | Don - The Chase Begins Again             |                                                     |
| 2006 | Zindaggi Rocks                           |                                                     |
| 2006 | Heyy Babyy                               |                                                     |
| 2007 | Marigold: An Adventure In India          |                                                     |
| 2007 | Om Shanti Om                             |                                                     |
| 2007 | My Name Is Anthony Gonsalves             |                                                     |
| 2007 | Welcome                                  |                                                     |
| 2008 | Dostana                                  |                                                     |
| 2009 | Billu                                    |                                                     |
| 2009 | Main Aur Mrs Khanna                      |                                                     |
| 2009 | Blue                                     |                                                     |
| 2010 | My Name Is Khan                          |                                                     |
| 2010 | Dabangg                                  | Cançó Munni Badnaam                                 |
| 2010 | Tees Maar Khan                           | Cançó Sheila Ki Jawani                              |